# Break (Jの曲)
「break」（ブレイク）は、Jの8枚目のシングル。2005年11月9日発売。発売元はblowgrow。

## 概要
エイベックス移籍第1弾。アルバム『GLARING SUN』の先行シングル。
通常盤（AVCD-30835）と「break」のミュージック・ビデオ（監督：二十里真也）収録DVD付初回生産限定盤（AVCD-30834）2形態で発売。

## 収録曲
全作詞・作曲・編曲：J
1. break[3:47]
2. From the underground Garden[4:30]

## 収録アルバム
- オリジナル『GLARING SUN』（2005年12月7日）
- ライブ『THE LIVE -ALL of URGE-』（2007年12月19日）
- セルフカバー『FOURTEEN the best of ignitions』（2011年1月26日）